# گمینا زووچو
گمینا زووچو (به لهستانی:  Gmina Złoczew) یک گمینا در لهستان است که در شهرستان شراتس واقع شده‌است. گمینا زووچو ۱۱۸٫۰۲ کیلومتر مربع مساحت و ۷٬۳۹۸ نفر جمعیت دارد.